# Skall jag taga vara på min broder?
Skall jag taga vara på min broder? (originaltitel Cain Rose Up) är en novell av Stephen King i novellsamlingen Den förskräckliga apan, originaltiteln Skeleton Crew från 1985. Den svenska titeln är ett citat ur en äldre översättning av Första Moseboken, 4 kapitlet om Kain och Abel 9 versen: "Då sade HERREN till Kain: "Var är din broder Abel?"  Han svarade: "Jag vet icke; skall jag taga vara på min broder?"